# ビヨンド・ザ・ブラック
ビヨンド・ザ・ブラック（Beyond the Black）は、ドイツ出身のシンフォニックメタル・バンド。
ガールズバンド出身だったジェニファー・ハーベンを中心に結成。デビュー時から注目を集め早々に開花、本国の代表クラスに躍進した。

## 概要・略歴

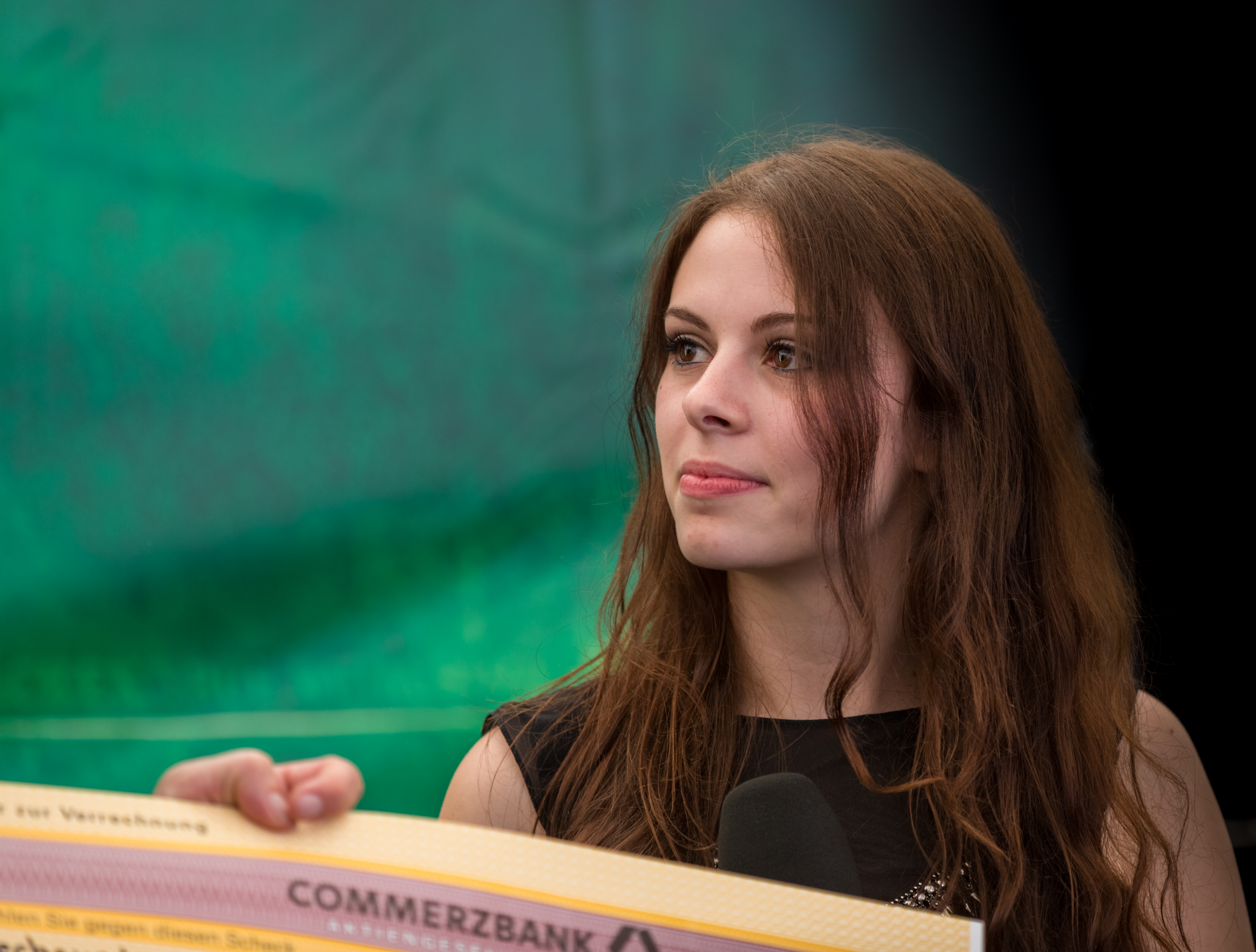
創設者ジェニファー・ハーベン(Vo) 2016年

2014年、母国のガールズバンド「Saphir」の出身であった当時19歳の女性アーティスト ジェニファー・ハーベンを中心にマンハイムで結成。往年のロック・バンド「サクソン」らのサポートを務めたり、同国最大のHR/HMフェス『ヴァッケン・オープン・エア』に出演するなど、発足当初から大きな機会を得る。
2015年、ユニバーサル・ミュージック傘下の新興レーベル「Airforce1 Records」から、同国の音楽プロデューサー サシャ・ピートがプロデュースの1stアルバム『Songs of Love and Death』でデビュー。ドイツ圏のアルバムチャートで上位に食い込み、上々の評価を受ける。以降ツアーや大型フェスの参加に加え、メディアへの露出も増加した。
2016年、同プロデューサーによる2ndアルバム『Lost In Forever』を発表。国内のアルバムチャートで前作を上回る4位を記録。欧州でも知名度が広まり、作品のワールドワイドな配給も始まる。
夏までアルバムに伴うツアーや、母国の重鎮「スコーピオンズ」のサポートを務めるなど実績を積んでいくが、バンド内部の諸事情により創設メンバーを徐々に解消。ジェニファー以外のラインナップを全て刷新し、秋以降から新たなスタートを切った。
2017年、秋のHR/HMフェス『LOUD PARK 17』参加で初来日。
2018年、3rdアルバム『Heart of the Hurricane』を発表。
2020年、4thアルバム『Hørizøns』を発表し、国内チャートでは最高位となる3位を記録、ドイツ語圏各国でも高位につけた。
2023年、欧州の大手レーベル「ニュークリア・ブラスト」に移籍し、セルフタイトルの5thアルバム『Beyond the Black』を発表。前作を更に上回る国内チャート2位を記録した。

## スタイル
ボーカルを担う女性アーティスト ジェニファー・ハーベンの歌唱力、ピアノ、ギターなど楽器演奏の才能や、郷土の古典楽「マンハイム楽派」も背景に生かしたシンフォニック・メタルを展開している。
プロデュースを担当したサシャ・ピート（元ヘヴンズ・ゲイト）が、「ラプソディー・オブ・ファイア」「キャメロット」「エピカ」「ルナティカ」など、同ジャンルのバンドを数多くプロデュースしている実績もあり、ジェニファーの能力を上手くマッチさせた。

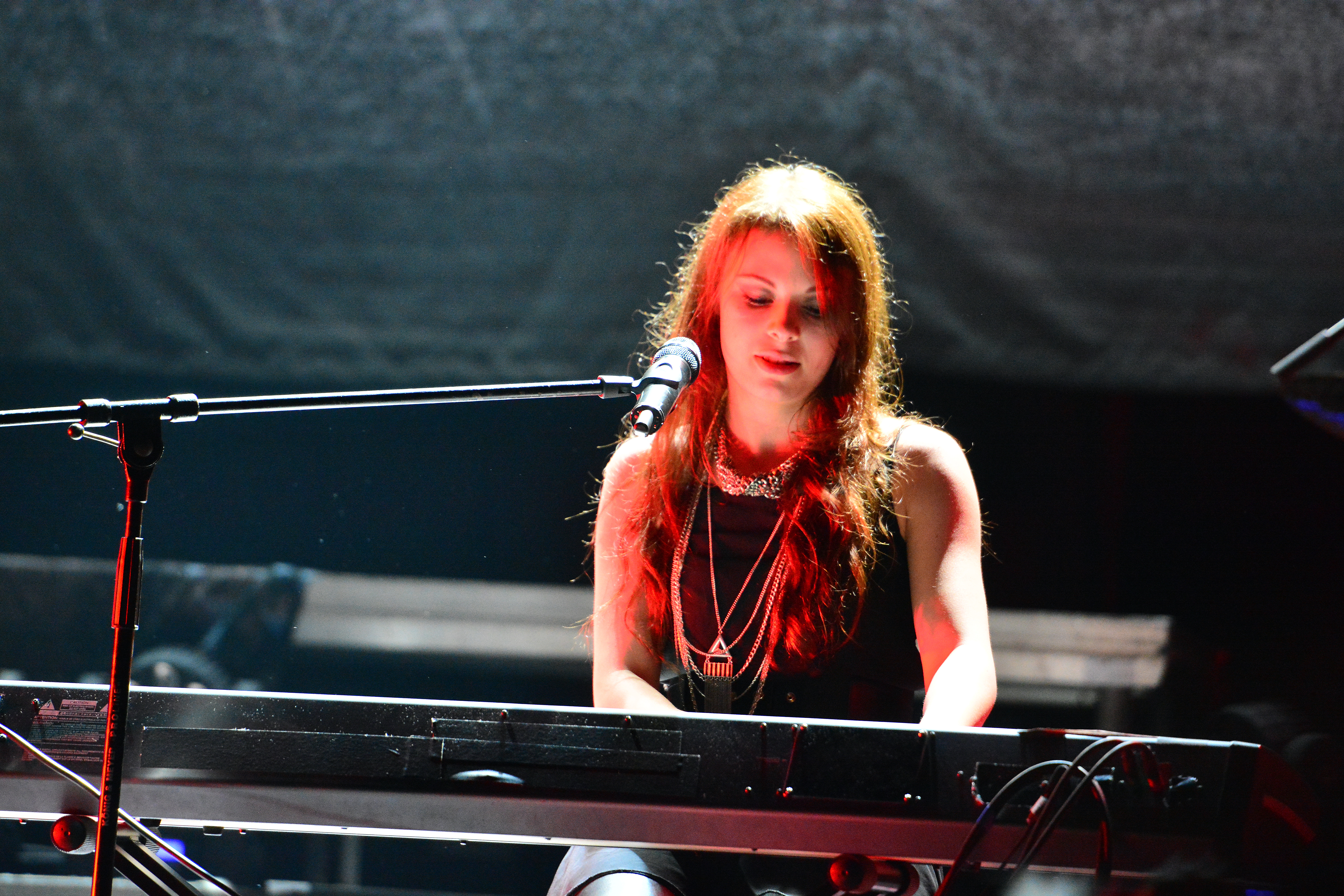
鍵盤を奏でるジェニファー (2015年)
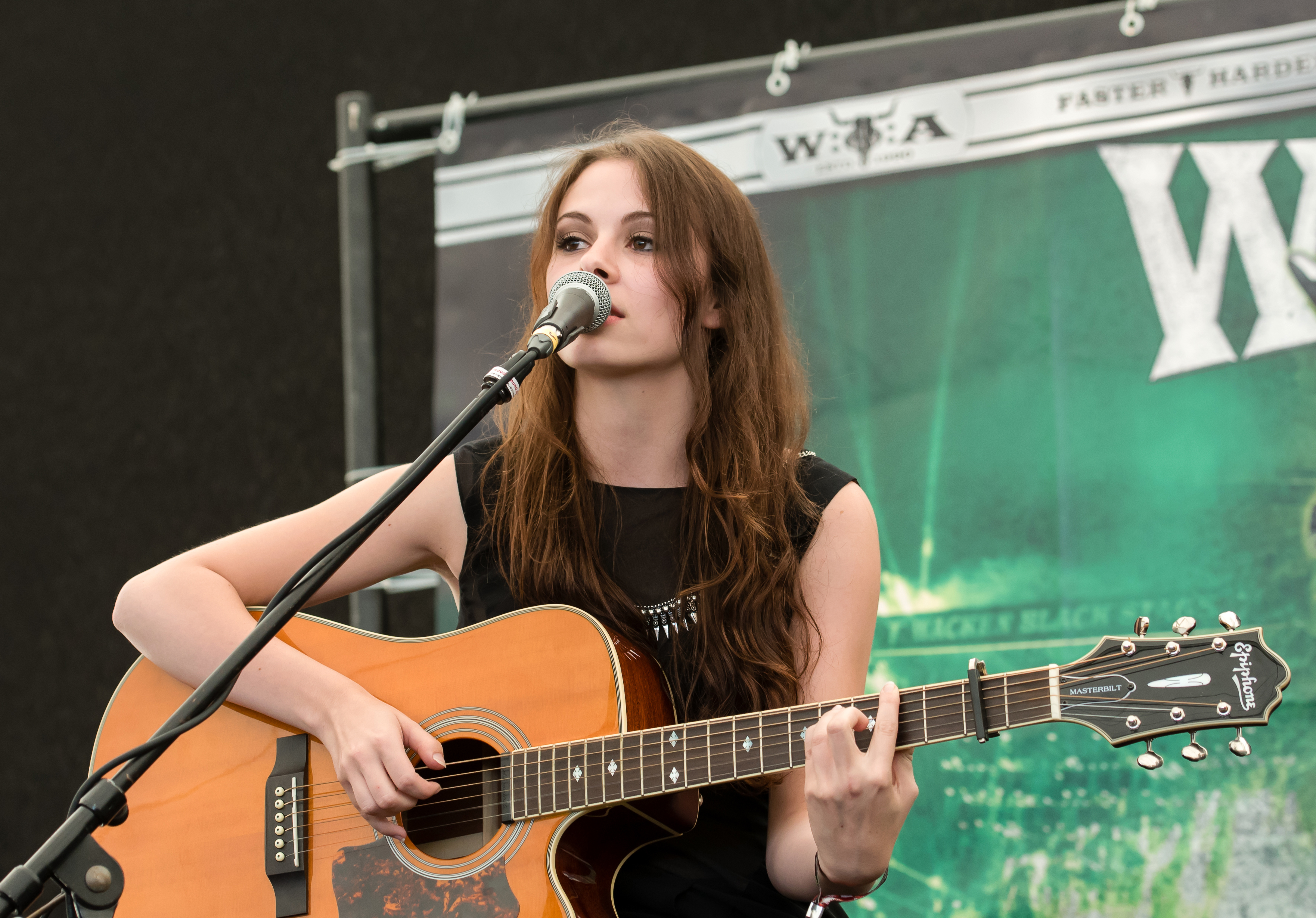
アコギを弾くジェニファー (2016年)
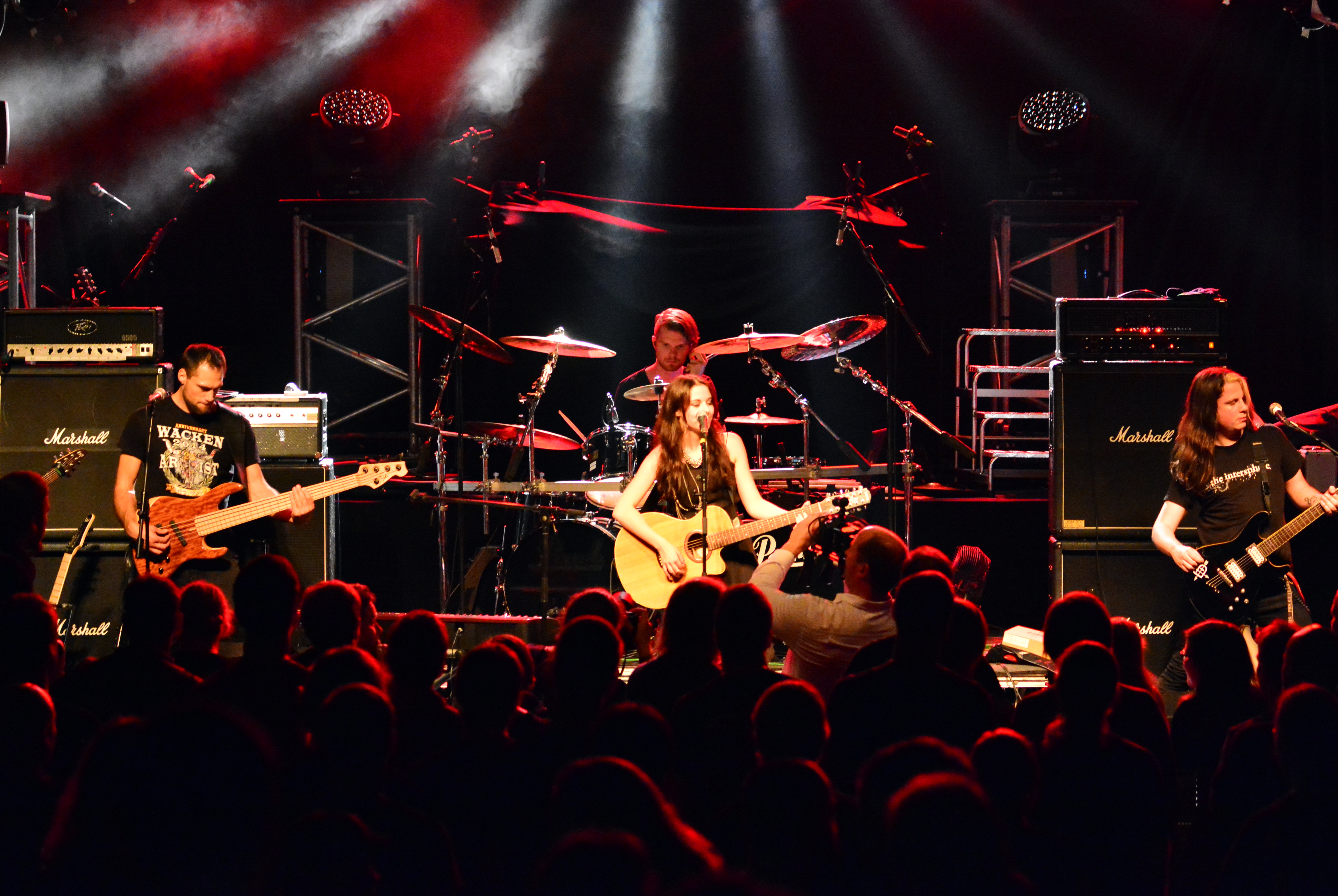
ドイツ・ハンブルク公演 (2014年)

## メンバー
※2023年3月時点

### 現ラインナップ
- ジェニファー・ハーベン (Jennifer Haben) － ボーカル/アコースティックギター/キーボード (2014－ )　元Saphir
- クリス・ハームスドーファー (Christian Hermsdörfer) － リードギター (2016－ )　元Serenity、元Visions of Atlantis
- トビ・ロデス (Tobias "Tobi" Lodes) － リズムギター (2016－ )
- カイ・チェルシュキー (Kai Tschierschky) － ドラムス (2016－ )　元God's Second Son

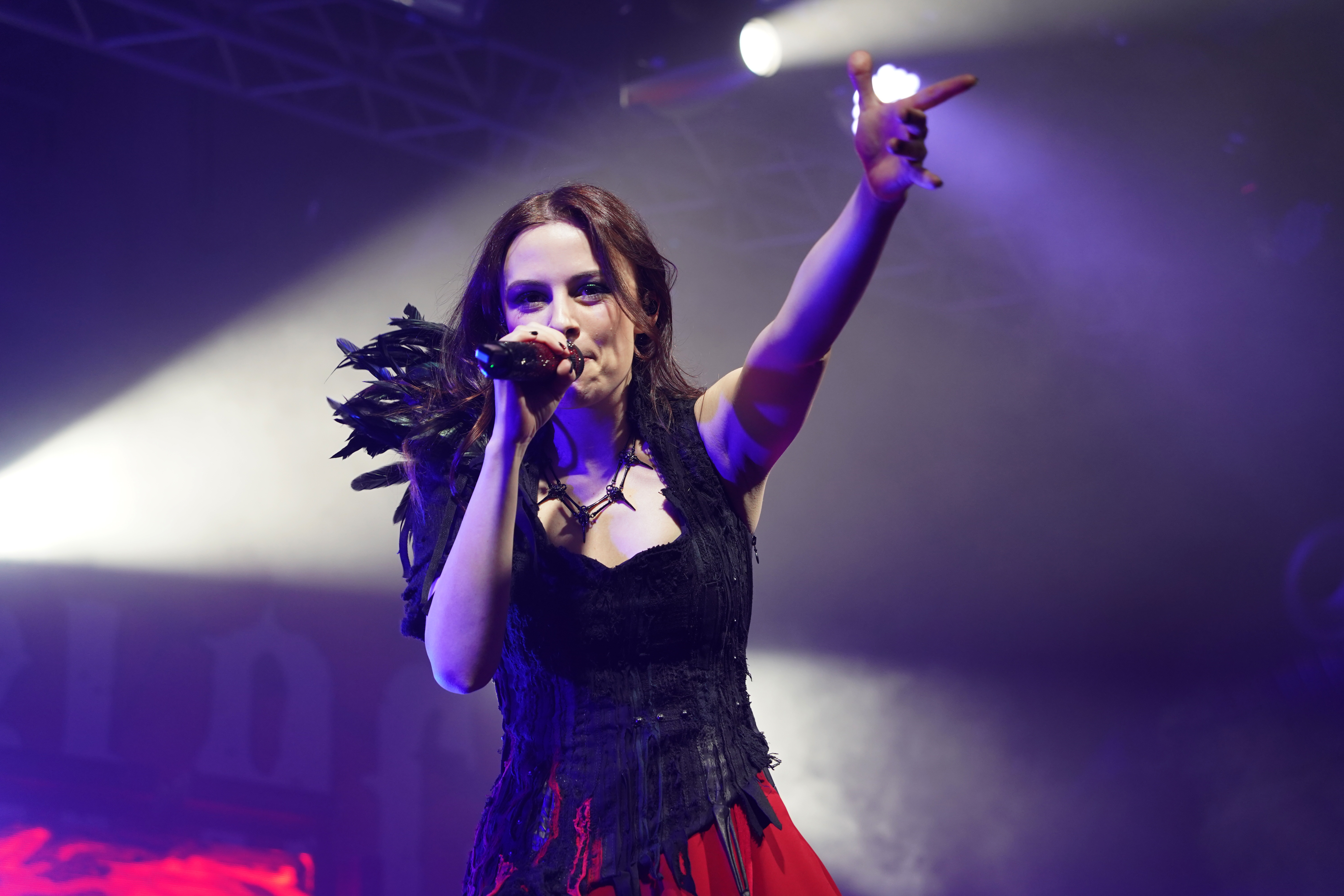
ジェニファー・ハーベン(Vo) 2024年
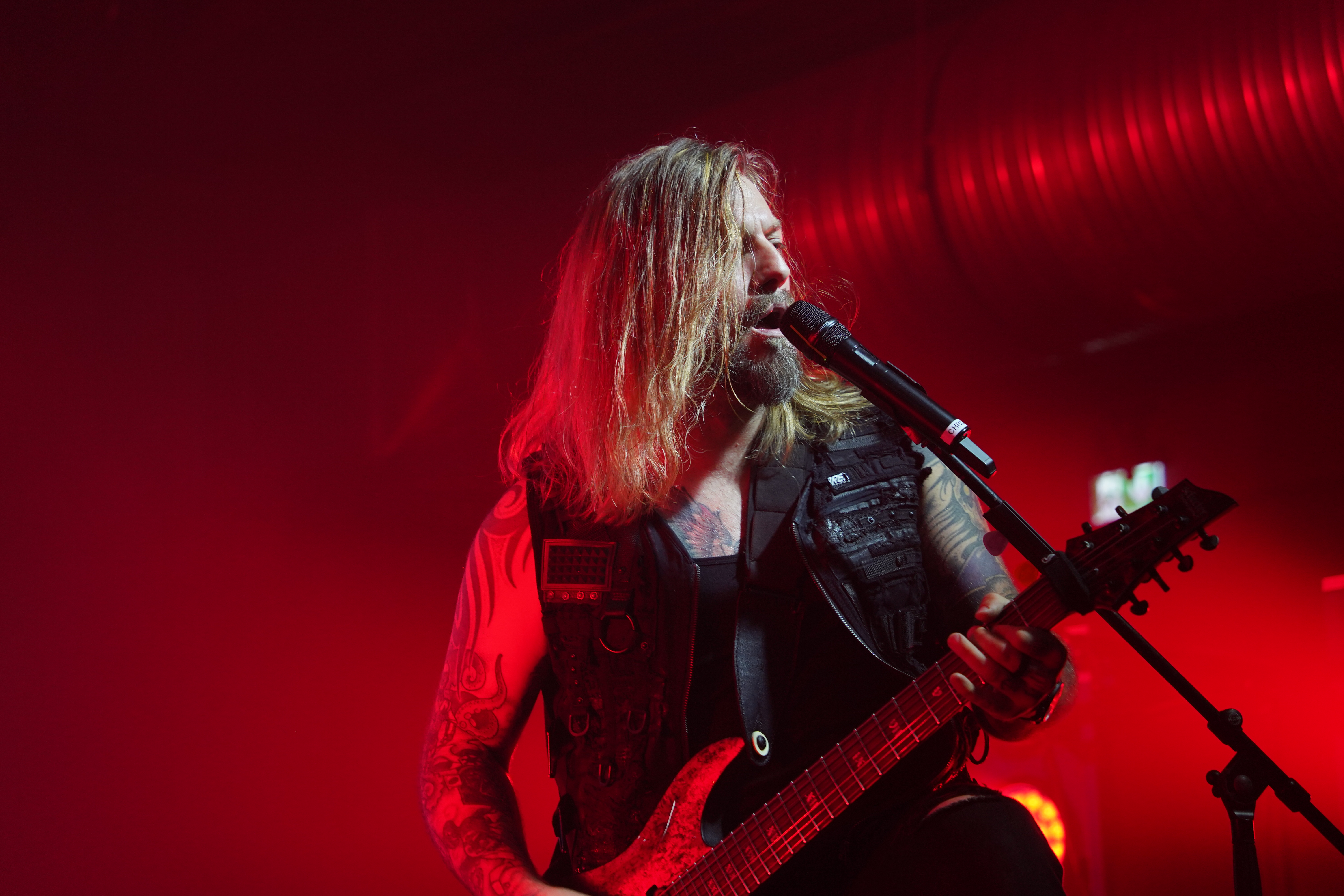
クリス・ハームスドーファー(G) 2024年
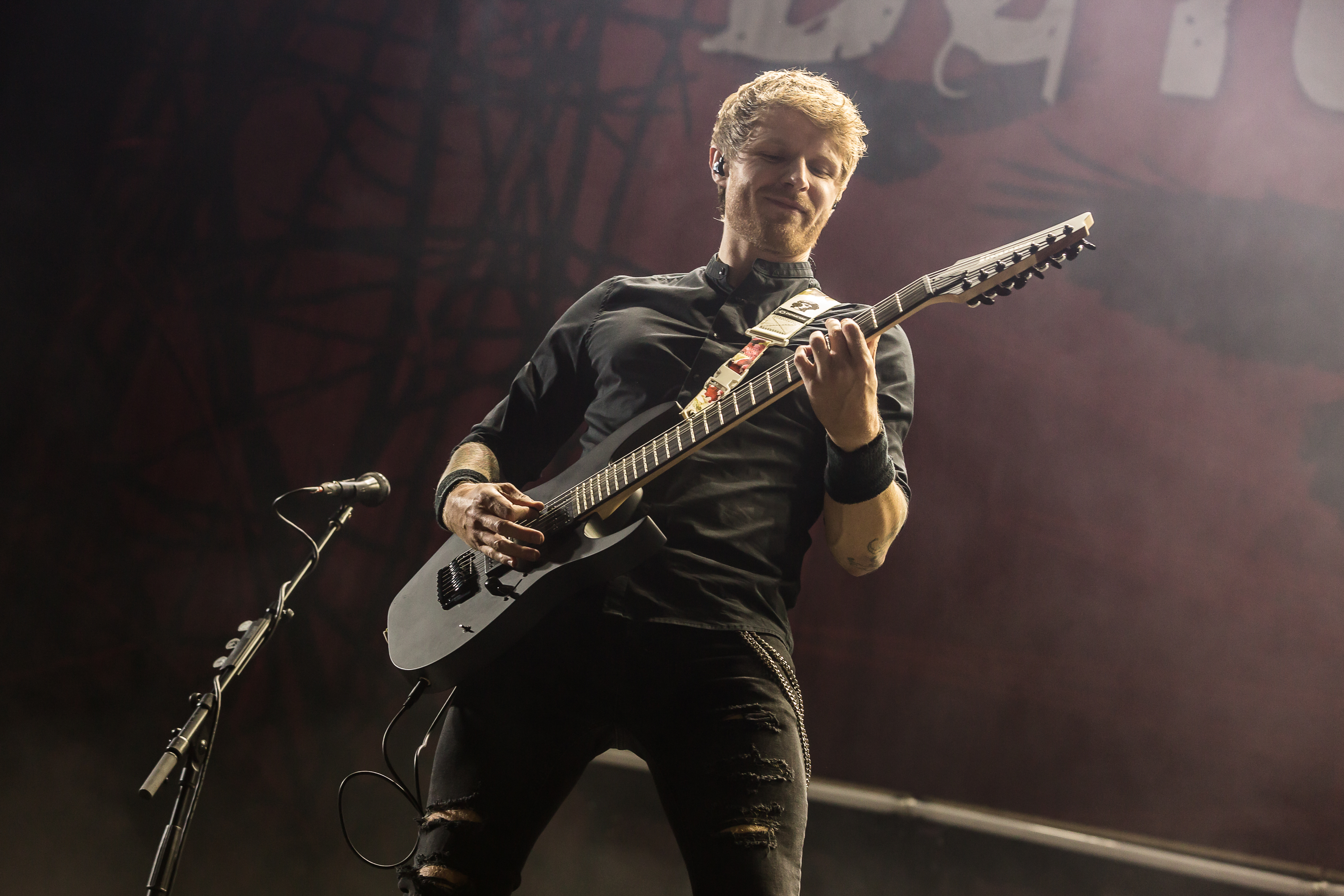
トビ・ロデス(G) 2023年
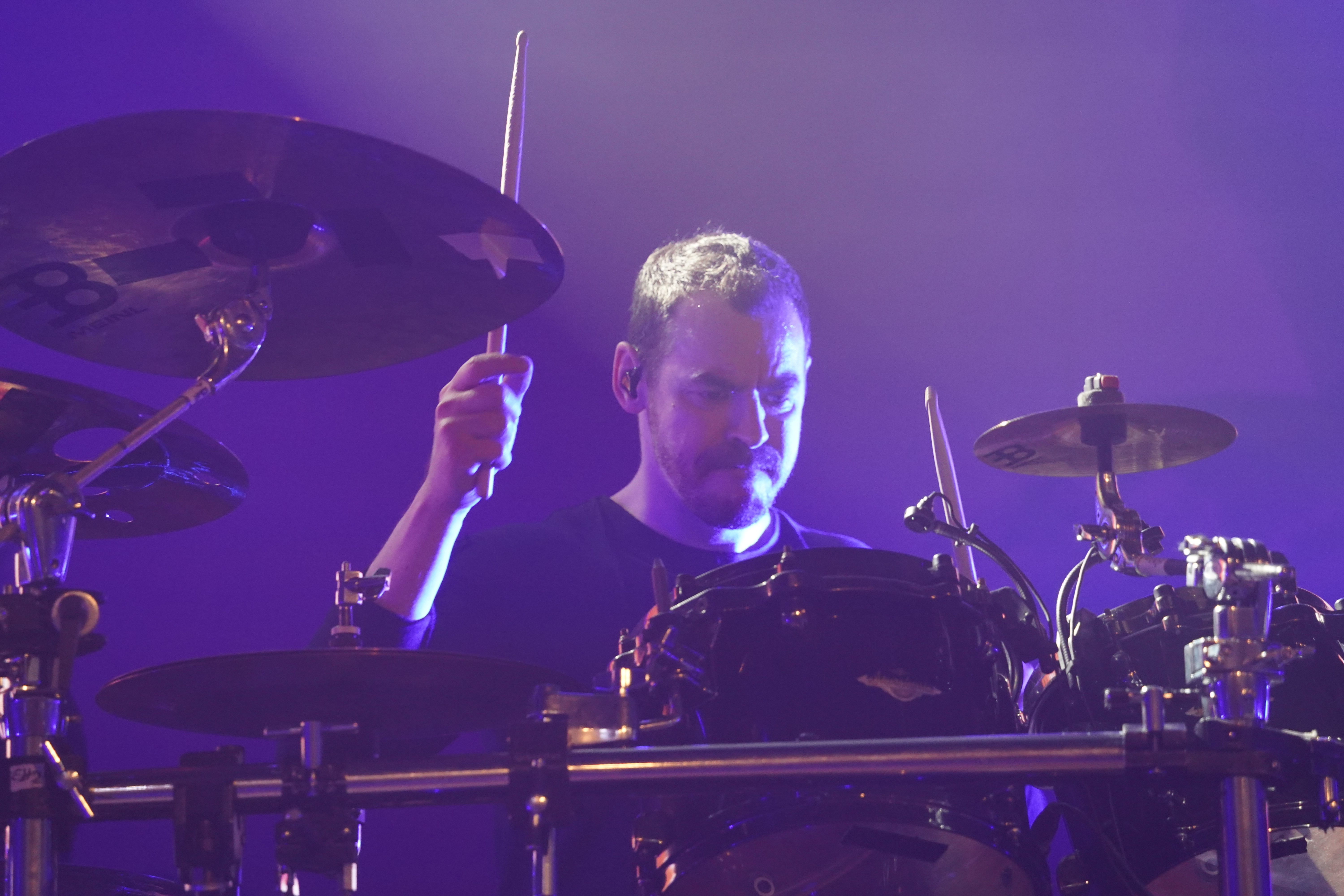
カイ・チェルシュキー(Ds) 2024年

サポート
- リーナス・クラウゼニツァー  (Linus Klausenitzer) － ベース (2021－ )

### 旧メンバー
- ニルス・レッサー (Nils Lesser - リードギター (2014－2016)　Cypecore
- クリストファー・フンメルス (Christopher "Christo" Hummels) － リズムギター (2014－2016)　元Lamera
- アーウィン・シュミット (Erwin Schmidt) － ベース (2014－2016)
- マイケル・ハウザー (Michael Hauser) － キーボード (2014－2016)
- トビアス・デーラー (Tobias Derer) － ドラムス (2014－2016)
- ジョナス・ロズナー (Jonas Roßner) － キーボード (2016－2018)
- ステファン・ハーケンホフ  (Stefan Herkenhoff) － ベース (2016－2021)　元Aeranea

## ディスコグラフィ

### オリジナル・アルバム
| アルバム                | アルバム情報                                                                                     | ドイツ語圏のチャート順位 | ドイツ語圏のチャート順位 | ドイツ語圏のチャート順位 | ドイツ語圏のチャート順位 |
| アルバム                | アルバム情報                                                                                     | GER                      | AUT                      | BEL                      | SWI                      |
| ----------------------- | ------------------------------------------------------------------------------------------------ | ------------------------ | ------------------------ | ------------------------ | ------------------------ |
| Songs of Love and Death | - リリース: 2015年2月13日 - レーベル: Airforce1 - フォーマット: CD, digital download             | 12                       | 21                       | —                        | 51                       |
| Lost in Forever         | - リリース: 2016年2月12日 - レーベル: Airforce1 Records - フォーマット: CD, digital download     | 4                        | 21                       | —                        | 28                       |
| Heart of the Hurricane  | - リリース: 2018年8月31日 - レーベル: Napalm Records - フォーマット: CD, digital download, vinyl | 5                        | 28                       | —                        | 14                       |
| Hørizøns                | - リリース: 2020年6月19日 - レーベル: Napalm Records - フォーマット: CD, digital download, vinyl | 3                        | 16                       | 53                       | 6                        |
| Beyond the Black        | - リリース: 2023年1月13日 - レーベル: Nuclear Blast - フォーマット: CD, digital download, vinyl  | 2                        | 14                       | 101                      | 6                        |

映像作品
- Lost in Forever - Deluxe Edition (2016)　限定BOX付属のライブDVD